# Ingénieur des services culturels et du patrimoine
Un ingénieur des services culturels et du patrimoine est en France un fonctionnaire de catégorie A.

## Missions
Les ingénieurs-économistes de la construction et les ingénieurs des services culturels et du patrimoine sont chargés de missions concernant la construction, la protection, la gestion de l'accueil et la sécurité dans le domaine du patrimoine bâti dont la responsabilité appartient ou est confiée respectivement au ministère chargé de l'économie et des finances et au ministère chargé de la culture. Ils sont régis par le statut particulier de 1998,,,, commun avec les ingénieurs-économistes de la construction du ministère chargé des finances.
Les membres du corps des ingénieurs des services culturels et du patrimoine sont affectés, en fonction de leur spécialité, dans les services d'administration centrale, les services déconcentrés (DRAC, UDAP) ou les établissements publics (monuments, musées, bibliothèques...) relevant du ministère chargé de la culture. La gestion de ce corps est assurée par le ministre chargé de la culture. L'ingénieur des services culturels a, comme responsable, le conservateur, l'architecte des bâtiments de France ou l'administrateur civil. Ils sont assistés entre autres par les Techniciens des services culturels et des bâtiments de France.
Les services du ministère chargé de la culture, les ingénieurs des services culturels et du patrimoine sont répartis entre les spécialités suivantes : 
- Dans la spécialité Patrimoine, les ingénieurs des services culturels et du patrimoine participent, notamment, à l'exercice de la maîtrise d'ouvrage sur le patrimoine public protégé au titre de la législation sur les monuments historiques ou sur le patrimoine ainsi protégé dont le propriétaire a confié la maîtrise d'ouvrage à l'État. À cette fin, ils assurent le contrôle technique, économique, financier et administratif des opérations portant sur ce patrimoine ; ils sont associés à la programmation de ces opérations et en vérifient la bonne exécution. Ils peuvent également être consultés sur la conduite de tout projet immobilier relevant de la compétence du ministère chargé de la culture.
- Dans la spécialité Services culturels, ils conçoivent et mettent en œuvre l'accueil et la sécurité dans les établissements. Ils peuvent exercer des missions de conseil et d'études pour l'application de la législation. Dans les établissements recevant du public, ils exercent des tâches de formation, d'évaluation et d'encadrement supérieur des équipes chargées de l'accueil du public et de la protection des biens culturels.

Les membres du corps des ingénieurs-économistes de la construction sont affectés dans les services dépendant de l'administration centrale du ministère chargé de l'économie et des finances. La gestion de ce corps est assurée par le ministre chargé de l'économie et des finances.
- Dans les services du ministère chargé de l'économie et des finances, les ingénieurs-économistes de la construction procèdent, notamment, à la définition et au contrôle de l'économie des opérations d'investissement ; ils peuvent prendre en charge des conduites d'opération de maîtrise d'ouvrage. Ils peuvent également être chargés de toute fonction d'assistance technique immobilière pour la gestion patrimoniale des administrations économiques et financières.

### Déroulement de carrière dans le cadre du statut des ingénieurs des services culturels et du patrimoine
Ces corps comprennent trois grades :
- 1° Le grade d'ingénieur comportant dix échelons ;
- 2° Le grade d'ingénieur principal comportant huit échelons ;
- 3° Le grade d'ingénieur hors classe comportant cinq échelons et un échelon spécial.

Le grade d'ingénieur hors classe donne vocation à exercer des fonctions correspondant à un niveau particulièrement élevé de responsabilité.

#### Avancement
Décret no 2018-619 du 16 juillet 2018 modifiant le décret no 98-898 du 8 octobre 1998 :
- « Art. 17.
- -I.- Peuvent être promus au grade d'ingénieur principal, au choix, par voie d'inscription à un tableau annuel d'avancement établi après avis de leur commission administrative paritaire respective, les ingénieurs-économistes de la construction et les ingénieurs des services culturels et du patrimoine ayant atteint le 4e échelon de leur grade depuis deux ans au moins et justifiant de six ans de services en cette qualité.
- « II.- Peuvent être promus au grade d'ingénieur hors classe, au choix, par voie d'inscription à un tableau annuel d'avancement établi selon les mêmes modalités, les ingénieurs-économistes de la construction et les ingénieurs des services culturels et du patrimoine ayant au moins un an d'ancienneté dans le 5e échelon des grades d'ingénieur économiste de la construction principal ou d'ingénieur des services culturels et du patrimoine principal.

« Les intéressés doivent en outre justifier :
- « 1° De six années de détachement dans un ou plusieurs emplois culminant au moins à l'indice brut 985 et conduisant à pension du code des pensions civiles et militaires de retraite, à la date d'établissement du tableau d'avancement.
- « Les services accomplis auprès des organisations internationales intergouvernementales ou des administrations des Etats membres de l'Union européenne ou d'un autre Etat partie à l'accord sur l'Espace économique européen sur des emplois de niveau équivalent sont également, sous réserve de l'agrément préalable du ministre dont relève le corps concerné, pris en compte pour le calcul des six années mentionnées à l'alinéa précédent ;
- « 2° Ou de huit années d'exercice de fonctions de direction, d'encadrement, de conduite de projet ou d'expertise, correspondant à un niveau élevé de responsabilité, à la date d'établissement du tableau d'avancement. Ces fonctions doivent avoir été exercées en position d'activité ou en position de détachement dans un corps ou cadre d'emplois culminant au moins à l'indice brut 966.
- « Les fonctions de même nature et de niveau équivalent, exercées auprès des organisations internationales intergouvernementales ou des administrations des Etats membres de l'Union européenne ou d'un autre Etat partie à l'accord sur l'Espace économique européen, sont également, sous réserve de l'agrément préalable du ministre dont relève le corps concerné, pris en compte pour le calcul des huit années mentionnées à l'alinéa précédent.
- « Les années de détachement dans un emploi culminant au moins à l'indice brut 985 et conduisant à pension du code des pensions civiles et militaires de retraite peuvent être prises en compte pour le décompte mentionné au 2°.
- « La liste des fonctions mentionnées au 2° est fixée par arrêté conjoint du ministre dont relève le corps concerné et du ministre chargé de la fonction publique.
- « Dans la limite de 20 % du nombre des promotions annuelles prononcées en application de l'article 17-1, les ingénieurs-économistes de la construction principaux et les ingénieurs des services culturels et du patrimoine principaux ayant fait preuve d'une valeur professionnelle exceptionnelle et justifiant de trois ans d'ancienneté au dernier échelon de leur grade peuvent également être inscrits au tableau d'avancement, aux grades d'ingénieur-économiste de la construction hors classe et d'ingénieur des services culturels et du patrimoine hors classe mentionné au premier alinéa du présent II. »

Le décret no 2018-620 du 16 juillet 2018 a fixé l'échelonnement indiciaire commun aux corps des ingénieurs des services culturels et du patrimoine et au corps des ingénieurs économistes de la construction.
L'arrêté du 13 octobre 2020 a fixé les pourcentages mentionnés au articles 17-1 et 17-2 du décret no 98-898 du 8 octobre 1998.
- Article 1 :

Le pourcentage mentionné à l'article 17-1 du décret du 8 octobre 1998 susvisé est fixé à 10 %, à compter du tableau établi au titre de l'année 2022. Ce pourcentage est fixé à 3 % pour le tableau d'avancement établi au titre de l'année 2017, à 4 % pour le tableau d'avancement établi au titre de l'année 2018, à 5 % pour le tableau d'avancement établi au titre de l'année 2019, à 6 % pour le tableau d'avancement établi au titre de l'année 2020 et à 8 % pour le tableau d'avancement établi au titre de l'année 2021.
- Article 2

Le pourcentage mentionné à l'article 17-2 du décret du 8 octobre 1998 susvisé est fixé à 20 %.

#### Régimes indemnitaires
Les primes intégrées à l'indemnité de fonctions, de sujétions et d'expertise (IFSE) ont été fixées par Note de gestion RIFSEEP-Annexe 13, corps des ingénieurs des services culturels et du patrimoine.